# Jaroměřice nad Rokytnou (stacja kolejowa)
Jaroměřice nad Rokytnou – stacja kolejowa w miejscowości Jaroměřice nad Rokytnou, w kraju Wysoczyna, w Czechach Znajduje się na wysokości 440 m n.p.m.
Na stacji istnieje możliwość zakupu biletu i rezerwacji miejsc.

## Linie kolejowe
- 241 Znojmo - Okříšky